# Brooklawn
Brooklawn é um distrito localizado no estado americano de Nova Jérsei, no Condado de Camden.

## Demografia
Segundo o censo americano de 2000, a sua população era de 2354 habitantes. 
Em 2006, foi estimada uma população de 2294, um decréscimo de 60 (-2.5%).

## Geografia
De acordo com o United States Census Bureau tem uma área de 
1,3 km², dos quais 1,2 km² cobertos por terra e 0,1 km² cobertos por água.

## Localidades na vizinhança
O diagrama seguinte representa as localidades num raio de 4 km ao redor de Brooklawn. 